# 자유연애주의

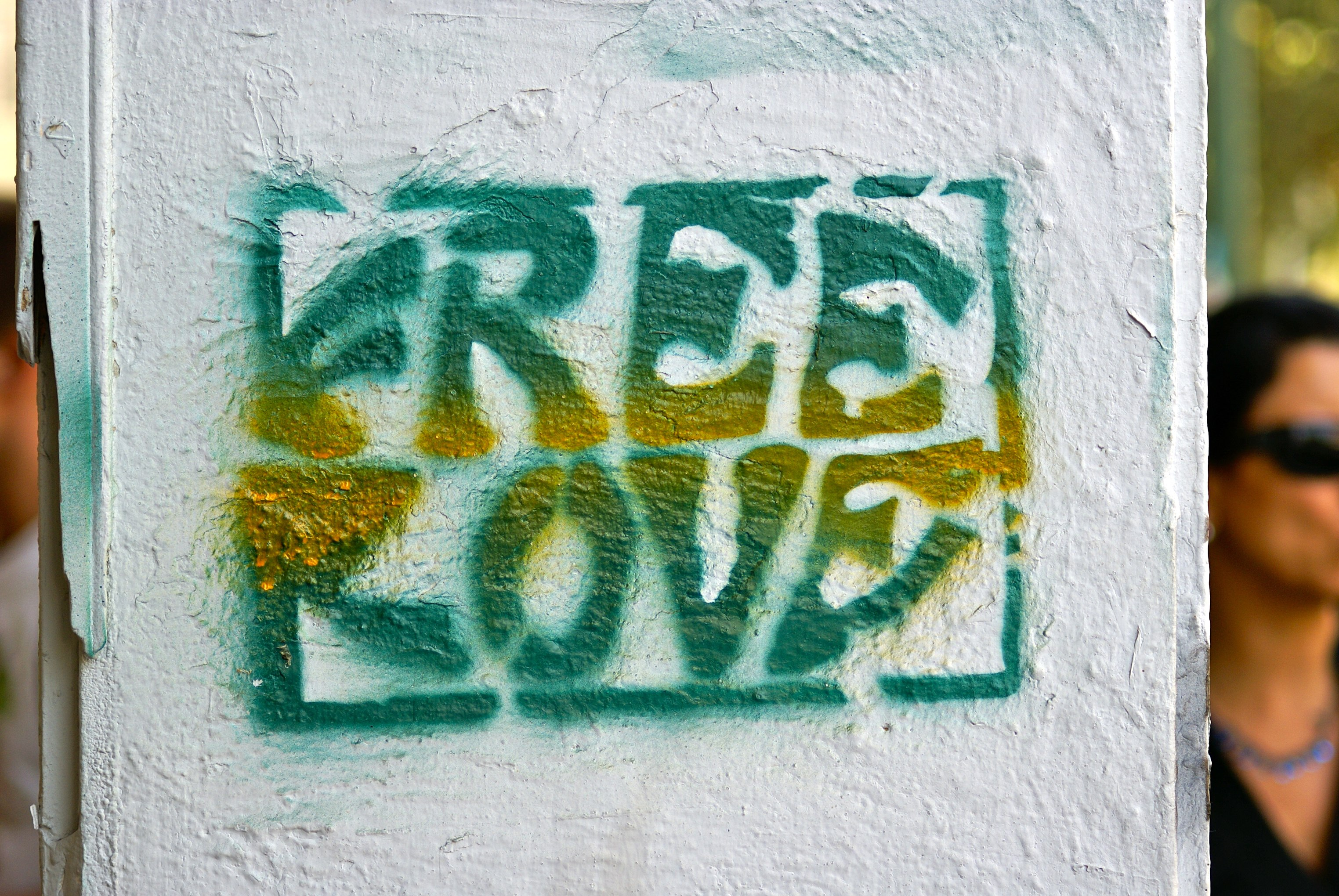
자유연애 그래피티

자유연애(自由恋愛主義, 영어: free love)는 사랑의 모든 형태를 받아들이는 사회 운동이다. 이 운동의 초기 목표는 혼인, 피임, 간통과 같은 성적 및 낭만적 문제에서 국가를 분리하는 것이었다. 이러한 문제들은 당사자들의 관심사이며 다른 누구의 관심사도 아니라고 주장했다. 이 운동은 19세기에 시작되어 1960년대와 1970년대 초반 히피들에 의해 발전되었다.
자유연애 운동은 성인 간의 합의에 의한 성적 및 정서적 관계가 국가 및 종교적 간섭으로부터 자유로워야 한다고 주장하며, 시민 자유, 성적 자율성, 여성의 권리를 강조했다. 여성주의와 얽혀 있고 급진적인 사회 변화를 옹호했지만, 이 운동은 종종 남성들의 목소리에 지배되었고 주류 성 규범을 크게 바꾸지 못했다는 비판을 받았다.
역사적으로 다양한 유토피아적이고 급진적인 운동들은 전통적인 혼인과 성적 규범에 대한 도전으로서 자유연애 개념을 받아들였다. 초기 사례로는 혼인을 거부하고 공동체적 또는 자유로운 성관계를 주장했던 아담파와 마즈다크교가 있다. 중세 유럽에서는 카타리파와 자유 영혼 형제회와 같은 종파들이 금욕 또는 자유연애 옹호를 포함한 혼인 비판과 같은 이단적인 믿음 때문에 박해를 받았다.
계몽시대의 사상가인 메리 울스턴크래프트와 윌리엄 블레이크는 혼인을 억압적이라고 비난했다. 울스턴크래프트는 자신의 소설과 개인 생활에서 여성의 성적 자율성을 묘사했으며, 블레이크는 종교적 순결을 비판하고 법에 얽매이지 않는 열정적인 사랑을 옹호했다. 퍼시 비시 셸리와 메리 셸리와 같은 낭만주의 시인들도 자신들의 글과 관계에서 자유연애 이상을 구현했다. 이러한 사상은 성적 자유의 억압을 사회적으로 해로운 것으로 보았던 샤를 푸리에와 로버트 오언과 같은 사상가들의 공상적 사회주의를 통해 계속되었다. 19세기에 이르러 허버트 스펜서와 같은 인물들은 자유로운 이혼을 주장했으며, 이는 자유연애, 여성주의, 개인의 자유 간의 연관성이 커지고 있음을 반영했다. 1967년 사랑의 여름은 비트 세대의 이상을 주류화하는 데 기여했으며, 자유연애, 반전 운동 감정, 성혁명을 옹호하는 광범위한 반문화 및 신좌파 운동에 박차를 가했다.

## 원칙
자유연애 전통의 상당 부분은 개인 관계에서 국가 규제와 교회 간섭으로부터 자유를 추구하는 자유주의 철학을 반영한다. 이 개념에 따르면, 성인 (또는 성교 동의 연령 이상인 사람)의 자유연합론은 감정적 또는 성적 관계에 상관없이 모든 제3자에 의해 존중되어야 할 합법적인 관계이다. 또한 일부 자유연애 문헌은 남성과 여성 모두 사회적 또는 법적 제약 없이 성적 쾌락을 누릴 권리를 가지고 있다고 주장했다. 빅토리아 시대에는 이것이 급진적인 개념이었다. 이후 자유연애를 급진적인 사회 변화와 연결하고 이를 새로운 반권위주의, 반억압적 감각의 선구자로 묘사하는 새로운 주제가 발전했다.
현대의 고정관념에 따르면, 초기 중산층 미국인들은 가정이 불확실한 세상에서 안정의 장소가 되기를 원했다. 이러한 사고방식에는 명확하게 정의된 성 역할이 귀속되었고, 이는 자유연애 운동의 형태로 소수 반응을 이끌어냈다.
"자유연애"라는 문구는 대중의 상상 속에서, 특히 1960년대 반문화 및 1970년대와 관련하여 성적 문란과 자주 연관되지만, 역사적으로 자유연애 운동은 다수의 성 파트너나 단기적인 성관계를 옹호하지 않았다. 오히려 자유롭게 시작된 성적 관계는 법에 의해 규제되어서는 안 되며, 당사자들의 의지에 따라 시작되거나 종료될 수 있다고 주장했다. 그럼에도 불구하고, 자유연애 운동에 참여했던 많은 남성들이 자유연애를 자유로운 성관계를 얻는 방법으로 보았다는 점이 인정되었다.
"성 급진주의자"라는 용어는 종종 "자유연애론자"와 상호 교환적으로 사용된다. 어떤 이름으로 불리든, 옹호자들은 두 가지 강력한 신념을 가지고 있었다. 관계에서 강제적인 성적 활동에 반대하고, 여성이 원하는 방식으로 자신의 몸을 사용할 권리를 옹호하는 것이었다.
자유연애 운동과 관련된 법률에는 미혼 커플이 동거하는 것을 막는 법률, 간통 및 이혼을 규제하는 법률, 그리고 성교 동의 연령, 피임, 동성애, 낙태, 때로는 성매매에 관한 법률이 포함되지만, 모든 자유연애 옹호자들이 이 문제에 동의하는 것은 아니다. 혼인에서의 개인 권리 침해도 문제인데, 예를 들어 일부 사법권에서는 배우자 강간을 인정하지 않거나 비배우자 강간보다 덜 심각하게 다룬다. 19세기 이후의 자유연애 운동은 성에 대한 공개적인 논의 권리를 옹호하고 음란죄 법률과 싸워왔다.

### 여성주의와의 관계
자유연애의 역사는 여성주의의 역사와 얽혀 있다. 18세기 후반부터 메리 울스턴크래프트와 같은 선도적인 여성주의자들은 혼인 제도를 비판했고, 많은 이들이 혼인 폐지를 옹호했다.
여성주의 비판에 따르면, 기혼 여성은 오로지 아내이자 어머니였으며, 다른 직업을 추구할 기회가 박탈되었다. 때로는 이것이 법으로 제정되기도 했는데, 기혼 여성과 어머니가 교사로 고용되는 것을 금지하는 것과 같았다. 1855년, 자유연애 옹호자 메리 고브 니콜스 (1810–1884)는 혼인을 "여성의 소멸"이라고 묘사하며, 여성은 법과 대중의 정서에서 남성의 재산으로 간주되어 폭군적인 남성이 아내의 모든 자유를 박탈할 수 있게 만들었다고 설명했다. 예를 들어, 법은 종종 남편이 아내를 때리는 것을 허용했다. 자유연애 옹호자들은 많은 아이들이 강압에 의해 사랑 없는 혼인에서 태어났지만, 대신 선택과 애정의 결과여야 한다고 주장했다. 그러나 혼외에서 태어난 아이들은 기혼 부모를 둔 아이들과 동일한 권리를 가지지 못했다.
1857년 《사회 혁명가》에서 미네르바 퍼트넘은 "자유연애 논의에서 어떤 여성도 주제에 대한 자신의 견해를 제시하려고 시도하지 않았다"고 불평하며 모든 여성 독자에게 "자신의 본성의 존엄성을 깨닫고 스스로 자유를 선언하라"고 촉구했다.
자유연애 운동의 주역들은 조직을 이끌고 이념에 기여하는 데 있어서 종종 남성들이었다. 1850년대 자유연애를 옹호하는 거의 모든 책은 남성들에 의해 쓰였으며, 1855년 메리 고브 니콜스의 자서전만이 예외였다. 이것은 여성이 쓴 최초의 혼인 반대 전면적인 사례였다. 재건 시대의 네 가지 주요 자유연애 정기 간행물 중 절반은 여성 편집자가 있었다.
자유연애 옹호자들에게 성행위는 단순히 생식에 관한 것이 아니었다. 피임에 대한 접근은 여성의 독립을 위한 수단으로 간주되었으며, 주요 피임 활동가들도 자유연애를 받아들였다. 성 급진주의자들은 여성의 신체 통제권과 피임, 혼인 성 학대(감정적, 신체적), 성교육과 같은 문제에 대해 자유롭게 논의할 권리를 옹호하는 데 계속 집중했다. 이들은 여성의 성에 대해 이야기함으로써 여성을 권한 부여하는 데 도움이 될 것이라고 믿었다. 이 목표를 달성하기 위해 이러한 급진적인 사상가들은 책, 팸플릿, 정기 간행물 등 글로 된 매체에 의존했으며, 이러한 수단을 통해 이 운동은 50년 이상 지속되어 미국 전역에 자유연애 메시지를 전파했다. 그러나 많은 여성주의자들은 1960년대 자유연애 운동이 주류 미국 사회에서 여성의 역할에 대한 견해를 크게 바꾸지 못했다고 지적할 것이다. 1967년 사랑의 여름에 저명한 참여자였던 하이트-애시베리 자유 진료소 설립자 데이비드 스미스 박사는 2007년에 행사에 참여한 많은 남성들이 여성을 성적으로 개방적인 것으로 보았다고 인정했다.

## 역사

### 초기 선례

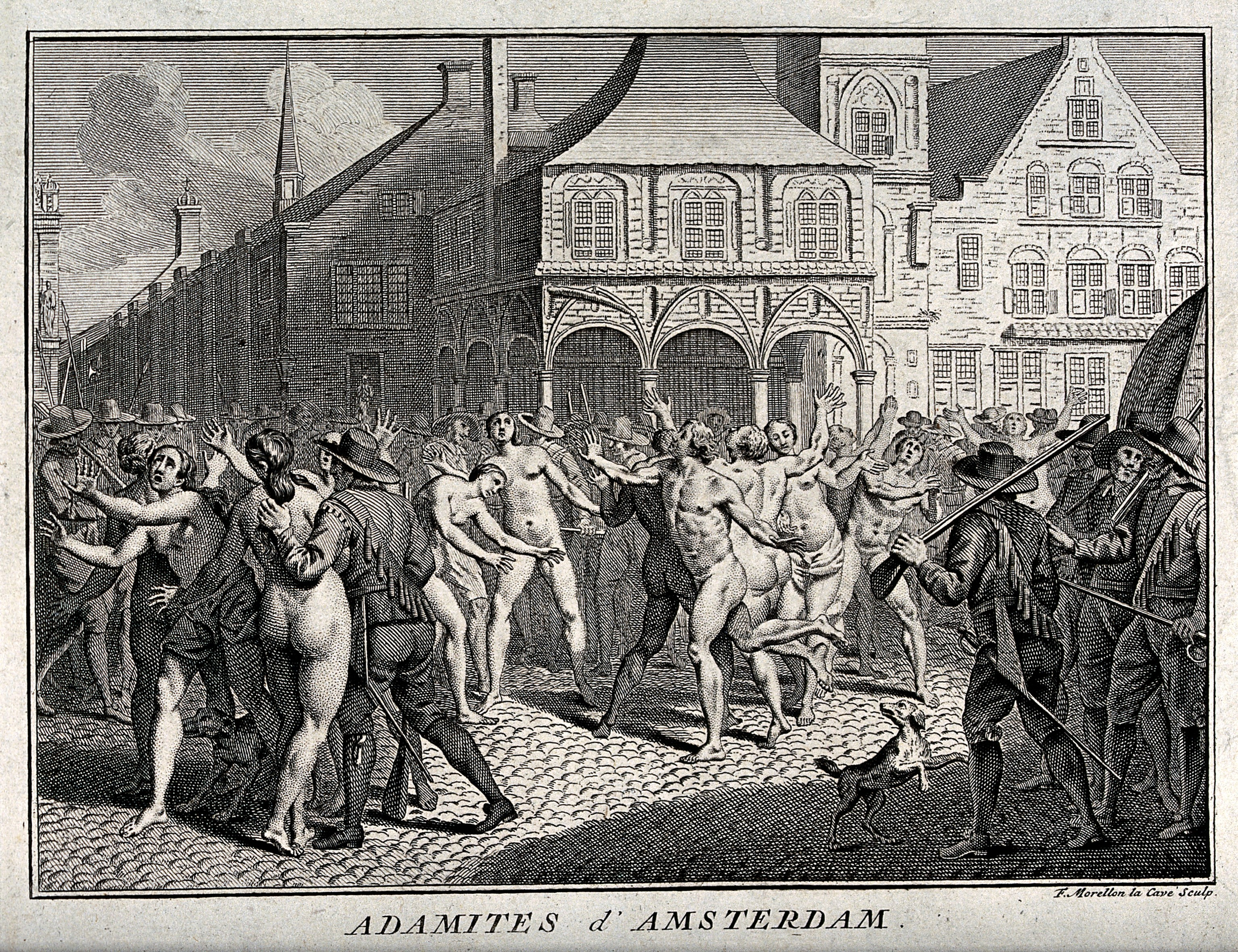
아담파는 혼인을 거부한 종파였다. 그림은 이들이 이단적인 견해로 인해 체포되는 모습이다.

역사상 여러 유토피아 사회 운동들이 자유연애의 비전을 공유했다. 기원후 2세기, 3세기, 4세기에 북아프리카에 존재했던 초기 기독교 종파인 아담파는 혼인을 거부했다. 그들은 나체주의를 실천했으며 원죄가 없다고 믿었다.
6세기에 무슬림 이전 페르시아의 마즈다크교 추종자들은 혼인 대신 일종의 자유연애를 지지했던 것으로 보인다. 해저에 있는 자유연애(및 나체주의) 공동체에 대한 언급이 포함된 이 시대의 민담 중 하나는 천일야화 ( 10세기–12세기c.)의 "어부 압둘라와 인어 압둘라 이야기"이다.
카를 카우츠키는 1895년에 중세 시대에 걸쳐 수많은 "공산주의" 운동이 혼인을 거부했다고 언급했다. 그러한 운동의 전형적인 예로, 10세기부터 14세기 서유럽의 카타리파는 추종자들을 모든 도덕적 금지와 종교적 의무에서 해방시켰지만, 소박하게 살고, 인간이나 동물의 생명을 해치는 것을 피하고, 금욕하는 사람들을 존중했다. 여성들은 종교 지도자로서도 비범한 평등과 자율성을 가졌다. 카타리파와 유사한 그룹( 왈도파, 사도 형제단, 베가르드와 베긴회, 롤라드, 그리고 후스파)은 로마 가톨릭 교회에 의해 이단으로 낙인찍히고 탄압받았다. 다른 운동들은 혼인에 대한 비판을 공유했지만, 금욕보다는 자유로운 성관계를 옹호했다. 예를 들어 자유 영혼 형제회, 타보르파, 피카드파 등이 있었다.

자유연애는 1640–1660년 "영국 혁명" 당시 급진적인 사상의 한 요소였으며, "랜터스"와 가장 강하게 연관되어 있었다. 이러한 급진적인 운동들 내에서도 제라드 윈스탠리와 같은 통찰력 있는 비판이 있었다.  
이렇게 태어난 어머니와 아이는 가장 나쁜 상황에 처할 가능성이 높다. 왜냐하면 남자는 자신의 쾌락을 얻은 후에 그들을 떠나버릴 것이기 때문이다. ..... 그들 자신의 자유를 추구함으로써 다른 사람들을 속박한다.

### 계몽주의 사상

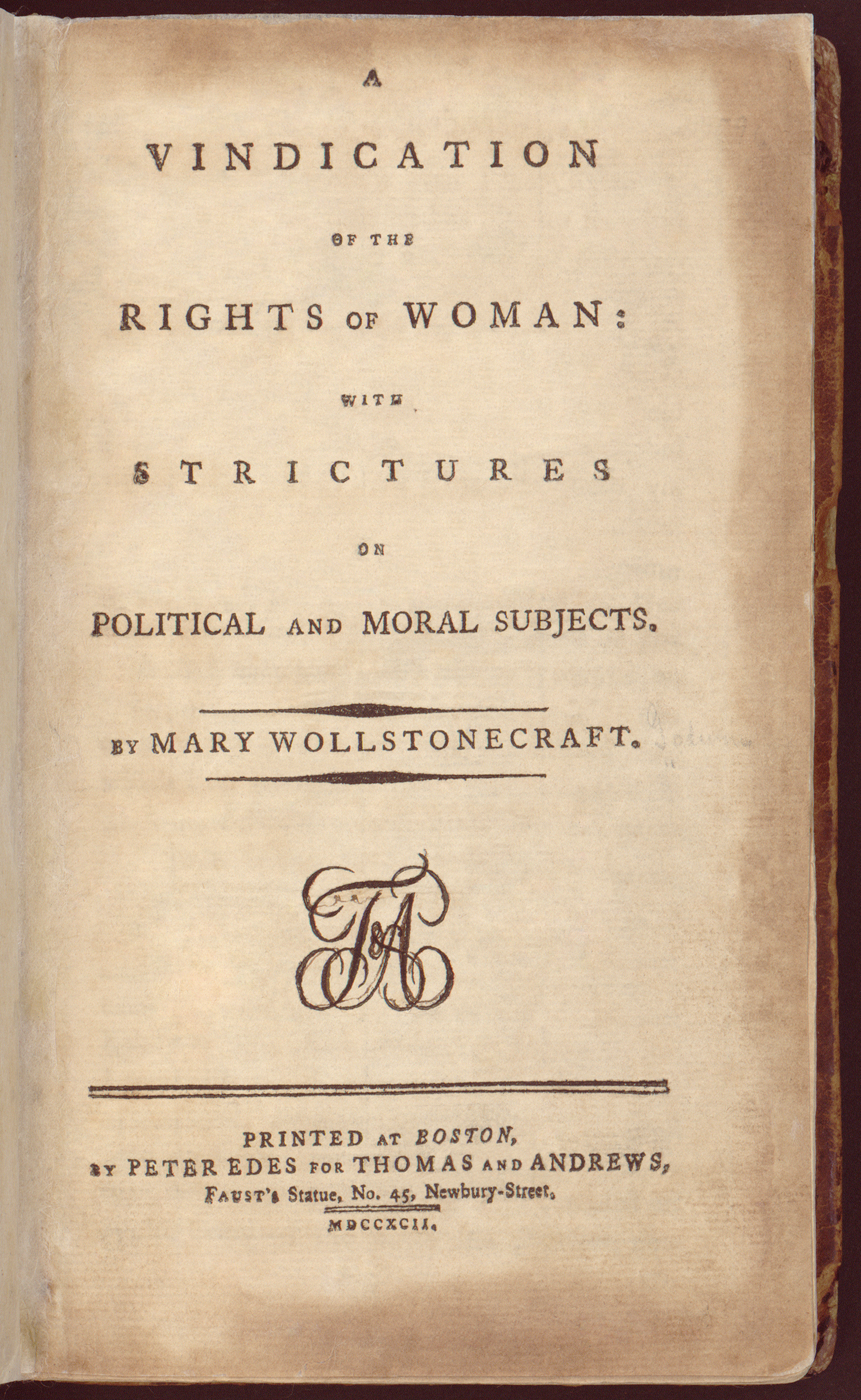
초기 여성주의자이자 자유연애 옹호자 메리 울스턴크래프트의 여성의 권리 옹호 (1792년) 표지

자유연애의 이상은 초기 영국 여성주의자 중 한 명인 메리 울스턴크래프트에게서 옹호자를 찾았다. 울스턴크래프트는 자신의 저술에서 혼인 제도를 비판하고 그 폐지를 옹호했다. 그녀의 소설들은 혼인의 사회적 구성과 그것이 여성에게 미치는 영향에 대해 비판했다. 1788년에 쓰인 그녀의 첫 소설, 『메리: 소설』에서 여주인공은 경제적 이유로 사랑 없는 혼인에 강제된다. 그녀는 다른 남자와 여자와의 관계에서 사랑을 찾는다. 미완성되었지만 1798년에 출판된 소설, 『마리아: 또는 여성의 잘못』은 남편에 의해 정신 병원에 감금된 여성의 이야기를 중심으로 전개된다. 마리아는 혼인 밖에서, 동료 수감자와의 연애에서 만족감을 찾는다. 울스턴크래프트는 "여성에게는 강한 성욕이 있으며, 그렇지 않은 척하는 것은 품위를 떨어뜨리고 부도덕하다"는 점을 분명히 한다.
울스턴크래프트는 여성들이 자신의 성적 자유와 통제권을 포기해서는 안 된다고 느꼈고, 따라서 프랑스 혁명의 공포 정치 한가운데서 길버트 임리와 아이를 함께 가졌음에도 불구하고 그와 결혼하지 않았다. 비록 이 관계는 임리의 불륜 발각과 무엇보다 임리가 그녀를 영원히 버린 것 때문에 나쁘게 끝났지만, 울스턴크래프트의 자유연애에 대한 믿음은 살아남았다. 그녀는 나중에 아나키스트 윌리엄 고드윈과 관계를 발전시켰는데, 그는 그녀의 자유연애 이상을 공유했고 평생 이 주제에 대해 글을 썼다. 그러나 두 사람은 그녀가 분만 합병증으로 사망하기 불과 몇 달 전에 결혼하기로 결정했다.

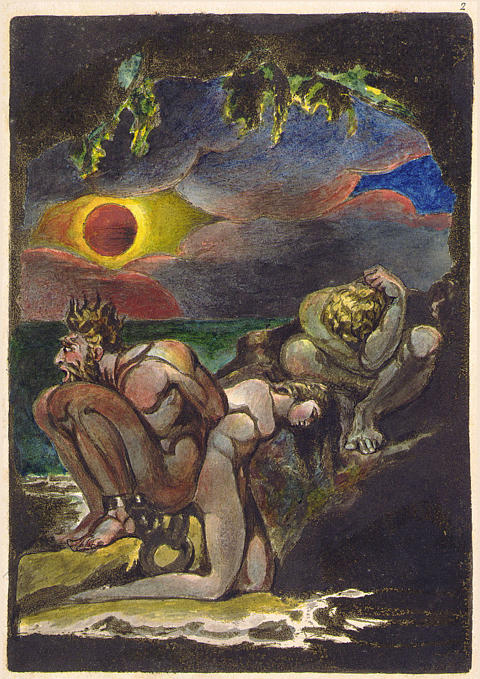
윌리엄 블레이크의 알비온의 딸들의 환상 (1793) 표지 그림. 이 작품에는 블레이크의 기독교 혼인 가치관에 대한 비판이 담겨 있다. 오툰(중앙)과 브로미온(왼쪽)은 함께 묶여 있는데, 브로미온이 오툰을 강간하여 그녀가 그의 아기를 가졌기 때문이다. 테오토르몬(오른쪽)과 오툰은 사랑하지만, 테오토르몬은 그녀를 더럽혀졌다고 생각하여 행동할 수 없으며, 우유부단함에 얽매인다.

울스턴크래프트의 영국 급진 지식인 모임의 일원이었던 낭만주의 시인 윌리엄 블레이크는 울스턴크래프트의 『메리』가 출판된 지 5년 후인 알비온의 딸들의 환상 (1793년)과 같은 작품에서 혼인의 성적 억압을 노예제에 노골적으로 비유했다. 블레이크는 당시의 혼인법에 비판적이었고, 일반적으로 순결을 미덕으로 여기는 전통적인 기독교적 관념에 반대했다. 그의 혼인이 엄청난 긴장 상태에 있을 때, 부분적으로는 캐서린이 아이를 낳지 못하는 것처럼 보였기 때문에, 그는 직접적으로 두 번째 아내를 집으로 데려오는 것을 옹호했다. 그의 시는 혼인의 외적인 요구가 사랑을 진정한 애정보다는 단순한 의무로 전락시키고, 혼인법의 동기로서 질투와 이기주의를 비난한다. "사랑스러운 미르틀나무여, 내가 왜 너에게 묶여야 하는가?"와 "대지의 대답"과 같은 시들은 다수의 성 파트너를 옹호하는 것처럼 보인다. 그의 시 "런던"에서 그는 "젊은 창녀의 저주"에 시달리는 "혼인 영구차"에 대해 이야기하는데, 이는 거짓 신중함 및 매춘의 결과이다. 알비온의 딸들의 환상은 브로미온과 오툰의 관계가 사랑이 아니라 오직 법에 의해서만 유지된다는 점에서 자유연애에 대한 찬사로 널리 (보편적이지는 않지만) 읽힌다. 블레이크에게 법과 사랑은 대립되며, 그는 "얼어붙은 혼인 침대"를 비난한다. 『환상』에서 블레이크는 다음과 같이 썼다.
젊음으로 불타오르고 정해진 운명을 모르는 그녀가

미워하는 자에게 법의 주문으로 묶여야만 하는가? 그리고 그녀는

지루한 욕정 속에서 삶의 사슬을 끌어야만 하는가? (5.21-3, E49)

블레이크는 인간이 "타락했다"고 믿었으며, 자유로운 사랑 사회의 주요 장애물은 단지 사회의 불관용과 남성의 질투가 아니라 부패한 인간 본성, 즉 인간 소통의 비진정적이고 위선적인 본성이라고 생각했다. 그는 또한 혼인이 사랑의 기쁨을 주어야 한다고 생각했지만, 현실에서는 종종 그렇지 않다고 생각하는 것 같았다. 부부가 묶여 있다는 사실을 아는 것이 종종 그들의 기쁨을 감소시키기 때문이다.
나는 그 거대한 종파에 결코 얽매이지 않았다.

그들의 교리는 각자

군중 속에서 애인이나 친구를 선택해야 한다는 것이다.

그리고 나머지는, 아무리 아름답고 현명하다 할지라도,

차갑게 망각되어야 한다고 말한다...

진정한 사랑은 금이나 흙과는 다른 점이 있다.

나누는 것이 빼앗는 것이 아니라는 점이다.

자유연애를 지지하는 행동으로 해석되는 일인데, 울스턴크래프트와 고드윈의 자녀인 메리는 1814년 당시 아직 기혼이었던 영국 낭만주의 시인 퍼시 비시 셸리와 불과 16세의 나이에 관계를 맺었다. 셸리는 『퀸 맵』 (1813)의 산문 주석, 그의 에세이 『사랑에 관하여』 ( 1815c.), 그리고 시 『에피시키디온』 (1821)에서 자유연애를 옹호하는 글을 썼다.

### 공상적 사회주의
초기 사회 운동의 자유연애 이상과 여성주의, 평화주의, 소박한 공동체 생활을 공유했던 것은 19세기 초 프랑스와 영국의 공상적 사회주의 공동체였다. 이들은 프랑스의 앙리 드 생시몽과 샤를 푸리에, 영국의 로버트 오언과 같은 작가 및 사상가들과 관련이 있었다. '여성주의'라는 용어를 만든 푸리에는 열정을 억압하지 않는 진정한 자유를 주장했다. 열정의 억압은 개인에게 파괴적일 뿐만 아니라 사회 전체에도 해롭다는 것이다. 그는 사람들이 학대받지 않는 한 모든 성적 표현이 즐거워야 하며, "자신의 차이를 긍정하는 것"이 실제로 사회 통합을 향상시킬 수 있다고 주장했다.

### 운동의 기원
저명한 사회학자 허버트 스펜서는 자신의 『사회학 원리』에서 자유로운 이혼의 시행을 주장했다. 그는 혼인이 "법적 결합"과 "애정적 결합"이라는 두 가지 구성 요소로 이루어져 있다고 주장하며, 후자의 결합이 상실되면 법적 결합은 모든 의미를 잃고 이혼을 위한 법적 요구사항 없이 자동으로 해체되어야 한다고 주장했다. 자유연애는 대부분의 성 법률이 여성에게 차별적이었기 때문에 여성의 권리를 특히 강조했다. 예를 들어, 혼인법과 피임 반대 조치들이 그러했다.

#### 미국

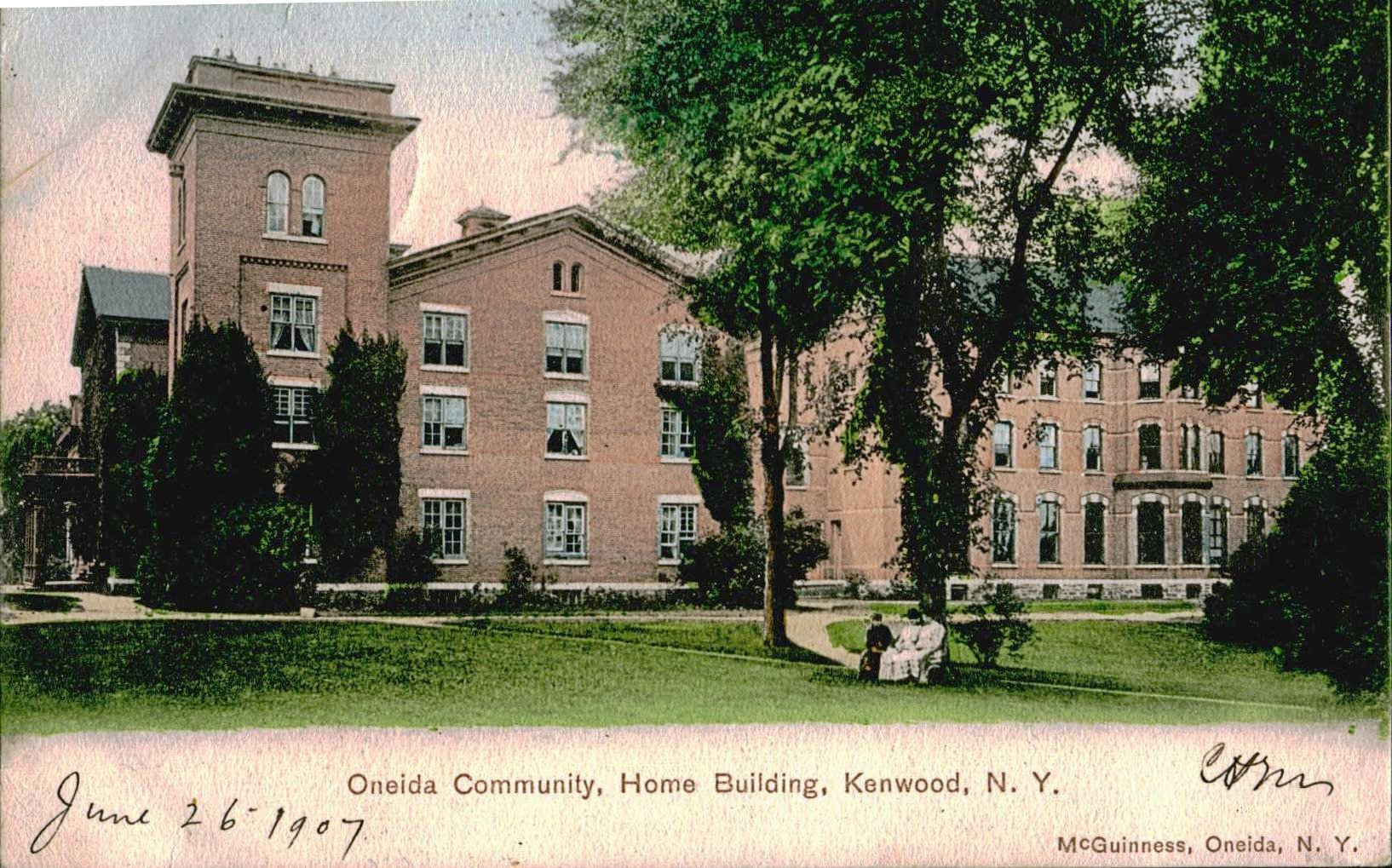
오나이다 공동체는 1840년대에 설립된 유토피아 그룹으로, 자유연애의 한 형태를 실천했다. 1907년 오나이다 공동체 맨션 하우스 엽서.

자유연애는 19세기 중후반에 하나의 운동으로 뭉쳐지기 시작했다. 이 용어는 기독교 사회주의 작가 존 험프리 노이즈에 의해 만들어졌지만, 그는 '복합 혼인'이라는 용어를 선호했다. 노이즈는 1848년에 오나이다 공동체를 설립했는데, 이 공동체는 "전통적인 혼인을 기독교인들이 벗어나야 할 법적주의의 한 형태이자 남성이 여성에 대한 소유권을 행사하는 이기적인 제도"로 거부했다. 그는 성경적 정당성을 찾았다. "부활 때에는 장가도 아니 가고 시집도 아니 가고 하늘에 있는 천사들과 같으니라"(마태복음 22:30). 노이즈는 또한 우생학을 지지했으며, 특정 사람(노이즈 자신 포함)만이 부모가 되는 것이 허용되었다. 1837년부터 노이즈의 선구자인 테오필루스 게이츠는 포츠타운 근처에 "전투 도끼"라는 짧은 자유연애 종파를 설립했다. 또 다른 운동은 베를린 하이츠, 오하이오에 설립되었다.
1852년, 마르크스 에지워스 라자루스라는 작가는 "사랑 대 혼인 1부"라는 소책자를 출판했는데, 그는 혼인을 "사회적 화합과 양립할 수 없고 정신적, 신체적 손상의 근본 원인"으로 묘사했다. 라자루스는 자신의 저술을 종교적 가르침과 엮었는데, 이는 기독교 공동체가 자유연애 사상에 대해 더 관용적이 되도록 만든 요인이었다. 자유연애 운동의 요소들은 노예제 폐지운동과도 연관되어 노예제와 "성노예"(혼인) 사이에 유사점을 그리고 흑인 활동가들과 동맹을 맺었다.
1872년 미국 대통령 선거에 출마한 최초의 여성인 미국 여성주의자 빅토리아 우드헐 (1838–1927)은 "자유연애의 대제사장"이라고도 불렸다.  1871년 우드헐은 다음과 같이 썼다: "네, 저는 자유연애론자입니다. 저는 누구를 사랑하든, 얼마나 오래 또는 짧게 사랑하든, 원한다면 매일 그 사랑을 바꾸든, 그럴 수 있는 양도 불가능하고 헌법적이며 자연적인 권리를 가지고 있습니다. 그 권리에 대해 당신이나 당신이 만들 수 있는 어떤 법도 간섭할 권리가 없습니다."

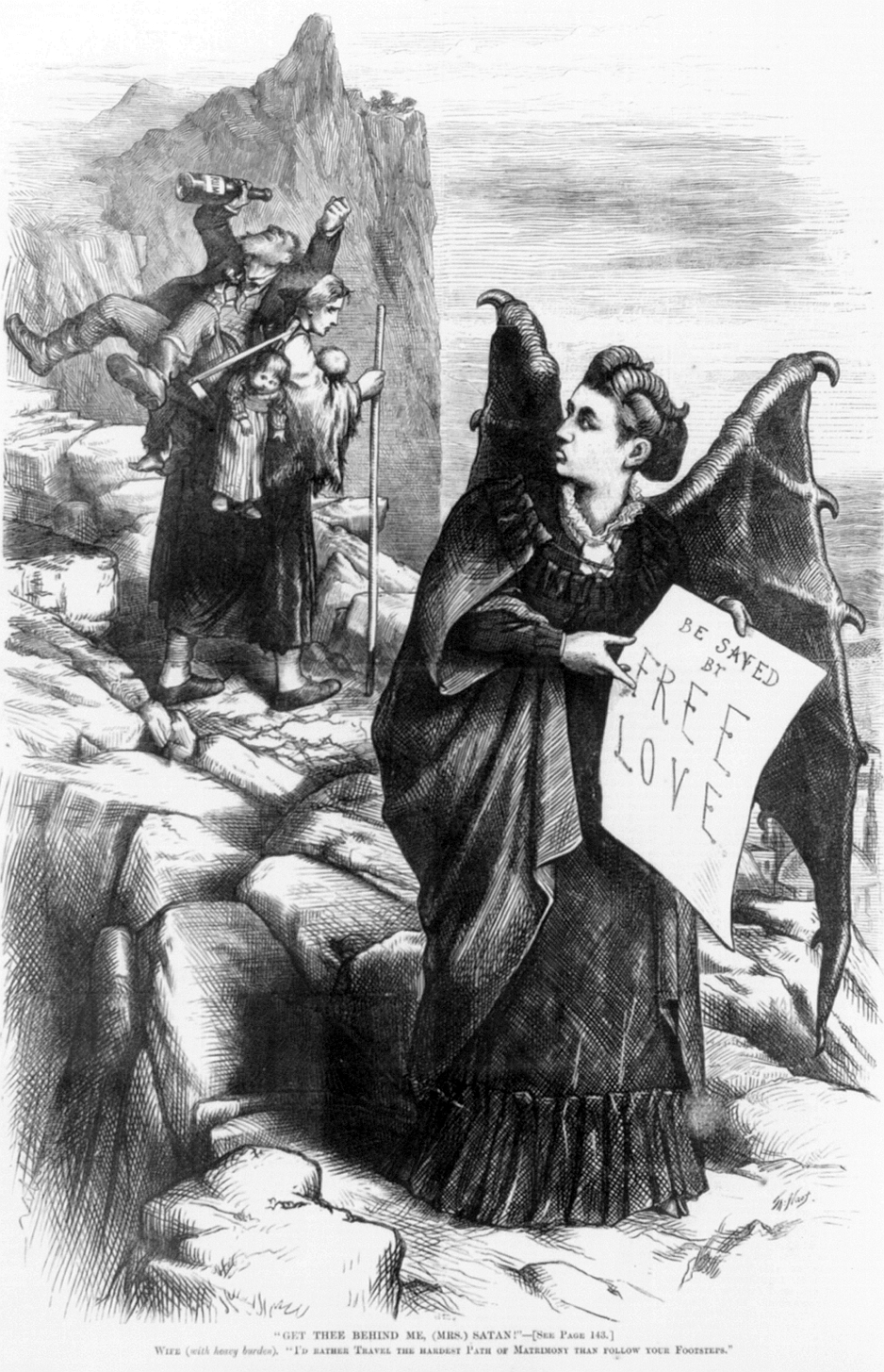
토머스 내스트가 빅토리아 우드헐을 자유연애 옹호자로 풍자한 만화

여성 참정권 운동, 자유연애, 그리고 심령술은 당시 강력하게 연결된 세 가지 운동이었고, 우드헐은 또한 심령술 지도자이기도 했다. 노이즈처럼 그녀도 우생학을 지지했다. 동료 사회 개혁가이자 교육자인 메리 고브 니콜스는 행복하게 결혼했으며(두 번째 남편과), 함께 신문을 발행하고 의학 서적과 기사를 썼다. 우드헐과 니콜스 모두 결국 자유연애를 부정했다.
19세기 후반의 운동 간행물로는 《니콜스 먼슬리》, 《사회 혁명가》, 《우드헐 & 클래플린 주간지》(편집: 빅토리아 우드헐과 그녀의 여동생 테네시 셀레스트 클래플린), 《더 워드》(편집: 에즈라 헤이우드), 《루시퍼, 빛을 전하는 자》(편집: 모세스 하먼), 그리고 독일어 디트로이트 신문 《데어 아르메 토이펠》(편집: 로베르트 라이첼)이 있었다. 조직으로는 미국의 자유지상주의적 사회주의자 벤자민 터커의 도움으로 뉴잉글랜드 노동 개혁 연맹(NELRL)에서 분리되어 설립된 뉴잉글랜드 자유연애 연맹이 있었다. 소수의 자유사상가들도 자유연애를 지지했다.
가장 급진적인 자유연애 잡지는 1856–1857년에 존 패터슨이 발행한 《사회 혁명가》였다. 첫 권은 20명의 작가로 구성되었는데, 그 중 여성은 단 한 명뿐이었다.
성 급진주의자들만이 혼인 이상에 맞서 싸운 것은 아니었다. 19세기 미국인들 중 일부는 이 사회 제도를 결함이 있다고 보았지만, 이를 폐지하는 것을 주저했다. 쉐이커 교도, 오나이다 공동체, 몰몬교도와 같은 단체들은 혼인이라는 사회적 개념을 경계했다. 이들 조직과 성 급진주의자들은 교회와 국가가 계속 협력하여 아내가 남편에게 종속되는 문제를 악화시키는 한, 성별 간의 진정한 평등은 결코 존재할 수 없다고 믿었다.
자유연애 운동은 20세기 초 뉴욕 그리니치빌리지의 보헤미안 서클에서 계속되었다. 마을 사람들의 한 그룹은 자유연애 이상을 실천했고 정치 잡지인 더 매시스와 그 자매지인 문학 잡지 더 리틀 리뷰에서 이를 홍보했다. 영국의 사상가이자 활동가인 에드워드 카펜터와 해블록 엘리스의 저술에서 영향을 받아 엠마 골드만과 같은 여성들은 동성애와 피임 접근을 포함한 다양한 성적 자유를 위해 운동했다. 그리니치빌리지 현장에서 자유연애와 연관된 다른 주목할 만한 인물로는 에드나 세인트 빈센트 밀레이, 맥스 이스트먼, 크리스탈 이스트먼, 플로이드 델, 메이블 닷지 루한, 이다 라우, 허친스 햅굿, 니스 보이스가 있다. 도러시 데이도 자유연애, 여성의 권리, 피임을 열정적으로 옹호하는 글을 썼지만, 나중에 가톨릭으로 개종한 후 60년대의 성혁명을 비판했다.

미국에서 자유연애 사상의 발전은 플레이보이 잡지 발행인 휴 헤프너의 활동과 인물상에 의해 크게 영향을 받았다. 그는 반세기 이상 일반 대중에게 자유연애 사상을 대중화하는 데 기여했다.

#### 영국

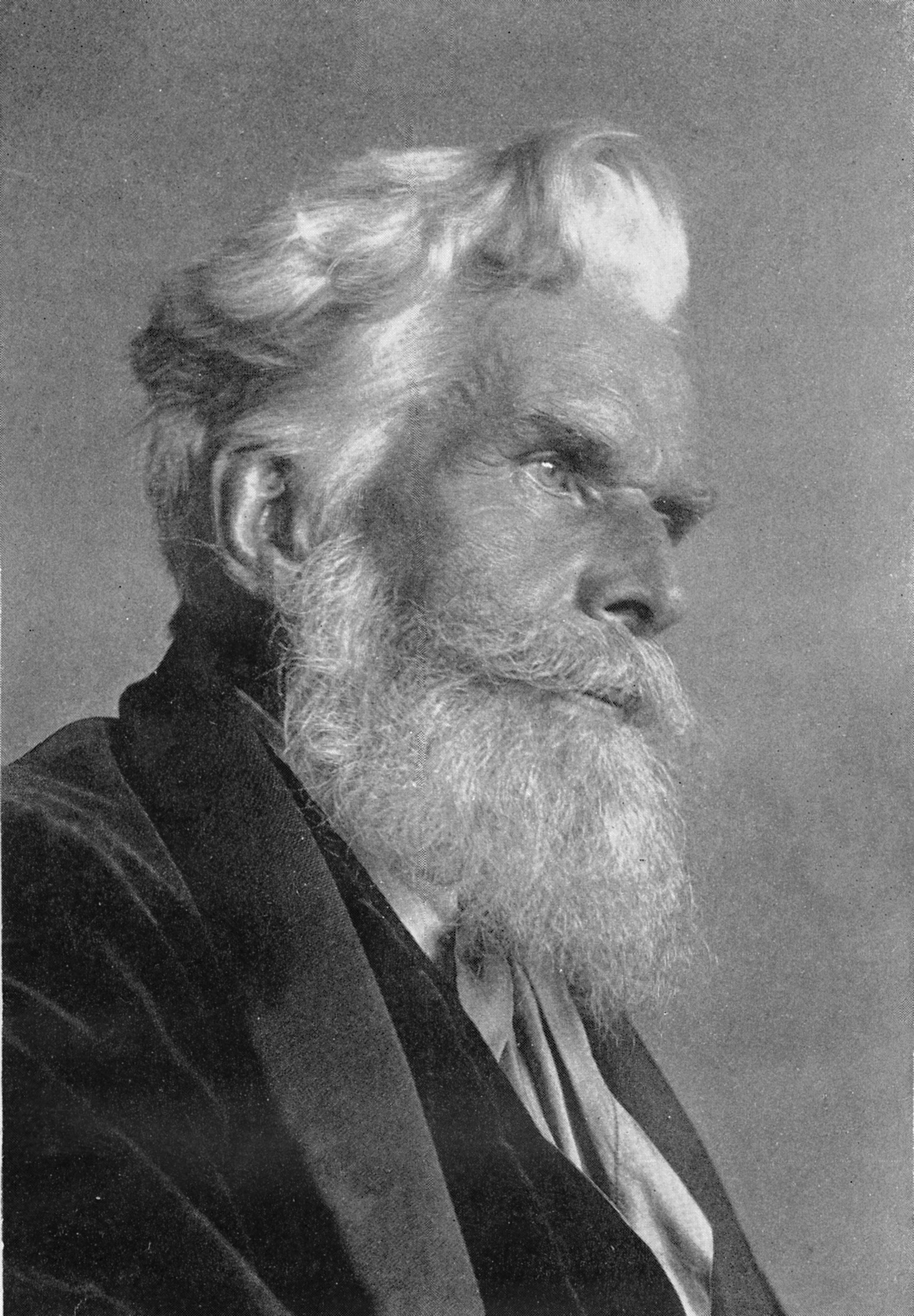
해블록 엘리스는 선구적인 성과학자이자 자유연애 옹호자였다.

자유연애는 1883년 스코틀랜드 지식인 토머스 데이비슨이 설립한 뉴 라이프 친교회 철학의 핵심 신조였다. 친교회 회원 중에는 당시 빅토리아 시대의 도덕과 성에 대한 통념에 급진적으로 도전했던 저명한 지식인들이 많았다. 이들 중에는 시인 에드워드 카펜터와 존 데이비슨, 동물 권리 운동가 헨리 스티븐스 솔트, 성학자 해블록 엘리스, 여성주의자 에디스 리스, 에멀린 팽크허스트와 애니 베전트, 작가 H. G. 웰스, 버나드 쇼, 버트런드 러셀 그리고 올리브 슈라이너가 포함되었다. 그들의 목표는 "각 개인의 완벽한 인격을 함양하는 것"이었고, 깨끗하고 단순한 삶의 본보기를 보여줌으로써 사회를 변화시킬 수 있다고 믿었다. 친교회 회원 중 다수는 평화주의, 채식주의 및 단순한 삶을 옹호했다.
에드워드 카펜터는 동성애자 권리를 위한 초기 활동가였다. 그는 진보적 교육, 특히 젊은이들에게 성교육 정보를 제공하는 데 관심을 가졌다. 카펜터에게 성교육은 성과 젠더가 여성을 억압하는 방식을 명확하게 분석하는 것을 의미했으며, 이는 카펜터의 급진적인 저서 『사랑의 성년기』에 담겨 있다. 이 책에서 그는 정의롭고 평등한 사회는 여성의 성적 및 경제적 자유를 증진해야 한다고 주장했다. 그의 분석의 주요 핵심은 혼인 제도의 부정적인 영향에 초점을 맞추었다. 그는 영국에서의 혼인을 강제 금욕이자 일종의 매춘으로 간주했다.

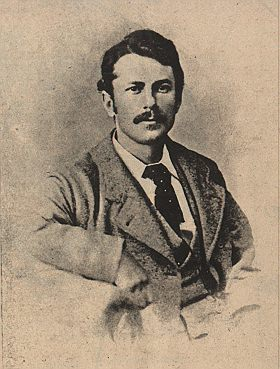
1875년의 에드워드 카펜터

영국에서 가장 잘 알려진 자유연애 옹호자는 철학자이자 이후 제3대 러셀 백작이 된 버트런드 러셀이었다. 그는 여성과 사랑을 나누기 전에는 그 여성을 진정으로 알지 못했다고 말했다. 러셀은 방대한 저술에서 자유연애의 여러 측면을 일관되게 다루었고, 개인적으로는 극심한 노령이 되기 전까지 전통적인 단혼에 만족하지 못했다. 이 주제에 대한 그의 가장 유명한 저작은 1929년에 출판된 『혼인과 도덕』이다. 이 책은 성과 혼인에 대한 빅토리아 시대의 도덕적 관념을 강하게 비판한다. 러셀은 당시의 성에 대한 법률과 사상이 다양한 출처에서 혼합된 것으로, 성행위가 이제 임신과 분리됨에 따라 피임의 등장으로 더 이상 유효하지 않다고 주장했다. 그는 가족이 자녀의 복지에 가장 중요하며, 따라서 남자와 여자는 첫 임신 후에야 구속된 것으로 간주되어야 한다고 주장했다.
『혼인과 도덕』은 출판 직후 러셀에 대한 강력한 항의와 비난을 불러일으켰다. 10년 후, 이 책은 그의 의견이 가르치기에 "도덕적으로 부적합하다"는 법원 판결로 인해 뉴욕 시립 대학교의 교수직을 잃게 만들었다. 많은 사람들이 믿는 것과는 달리, 러셀은 극단적인 방종파 입장을 옹호하지 않았다. 대신 그는 성이 굶주림이나 갈증과 같은 자연스러운 충동이지만, "단순한 성행위만으로는 만족할 수 없기 때문에" 그 이상을 포함한다고 느꼈다. 그는 금욕이 성의 쾌락을 증진시키며, "순전히 육체적일 때보다 정신적인 요소가 많을 때" 더 좋다고 주장했다.
러셀은 혼인이 성공하기 위해서는 "양측에 완전한 평등감이 있어야 하고, 상호 자유에 대한 간섭이 없어야 하며, 가장 완전한 육체적, 정신적 친밀감이 있어야 하고, 가치 기준에 대한 어느 정도의 유사성이 있어야 한다"고 언급했다. 그는 일반적으로 이러한 상호 감정을 무기한으로 유지하는 것은 불가능하며, 그러한 경우 유일한 선택은 이혼을 쉽게 하거나 혼인 외 성관계에 대한 사회적 허용을 제공하는 것이라고 주장했다.
러셀의 혼인에 대한 견해는 그가 겪었던 개인적인 혼인의 어려움을 겪으면서 변했다. 그의 자서전에서 그는 "나는 지금 혼인이라는 주제에 대해 어떻게 생각하는지 모르겠다. 모든 일반적인 이론에 대해 극복할 수 없는 반대가 있는 것 같다. 아마도 쉬운 이혼이 다른 어떤 제도보다 불행을 덜 초래할 수도 있지만, 나는 더 이상 혼인이라는 주제에 대해 독단적일 수 없다"고 썼다.
러셀은 또한 소도미법 폐지를 매우 일찍부터 옹호했다.

#### 프랑스

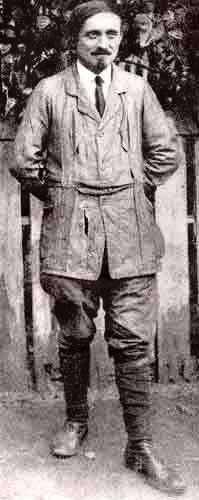
에밀 아르망

자유연애의 중요한 선전가 중 한 명은 개인주의적 아나키즘자 에밀 아르망이었다. 그는 그가 라 카마라데리 아모루즈(la camaraderie amoureuse)라고 명명한 것에 나체주의와 폴리아모리를 옹호했다. 그는 이 주제에 대해 "De la liberté sexuelle"(1907)과 같은 많은 선전 글을 썼는데, 여기서는 모호한 자유연애뿐만 아니라 그가 "복수 사랑"이라고 부른 여러 파트너도 옹호했다. 개인주의 아나키스트 잡지 『L'en dehors』에서 그와 다른 이들은 계속해서 이런 식으로 글을 썼다. 아르망은 이 기회를 이용하여 자유연애 지지자들의 전통적인 견해와 여러 면에서 다른 혁명적 성주의와 카마라데리 아모루즈를 지지하는 자신의 논제를 개략적으로 설명했다.
나중에 아르망은 개인주의적 관점에서 파트너에게 강한 감정이 없더라도 "사랑"을 나누는 것에 대해 비난할 만한 것이 없다고 주장했다. 그는 "카마라데리 아모루즈 논제"가 "다른 성별의 아나키스트 개인주의자들이 성적 위생의 필수 기준을 준수하면서 거절, 파열, 배타성, 소유욕, 유일성, 요염함, 변덕, 무관심, 유혹, 타인에 대한 무시, 매춘과 같은 애정 경험의 특정 위험으로부터 다른 계약 당사자를 보호하기 위한 목적"으로 도달한 "자유로운 연합 계약(사전 합의에 따라 통보 없이 취소될 수 있음)"을 수반한다고 설명했다. 그는 또한 『질투와의 싸움과 혁명적 성주의』(1926)를 출판했고, 수년에 걸쳐 『우리가 말하는 사랑의 자유란 무엇인가』(1928), 『애정적 우정 또는 "성적 음란"』(1930), 그리고 마침내 그의 성에 관한 대부분의 글을 포함하는 거의 350페이지에 달하는 책인 『성 혁명과 애정적 우정』(1934)을 출판했다. 1937년의 한 글에서 그는 개인주의적 목표 중 순전히 이성애적, 동성애적 또는 양성애적 성격을 띠거나 이들의 조합으로 이루어진 성적 목적을 위한 자발적 연합을 형성하는 관행을 언급했다.
그는 또한 개인의 성별 변경 권리를 지지하고 금지된 쾌락, 비순응적 애무(그는 개인적으로 관음증에 기울어져 있었다), 그리고 소도미를 재평가하겠다는 의사를 밝혔다. 이것은 그가 "성적 비순응주의자"라고 불렀던 이들에게 점점 더 많은 공간을 할애하게 만들었지만, 신체적 폭력은 제외했다. 그의 전투적인 활동은 또한 알렉산드라 콜론타이와 빌헬름 라이히와 같은 사람들의 글을 번역하고 실제 성적 경험을 통해 라 카마라데리 아모루즈를 실천하려는 자유연애 협회를 설립하는 것을 포함했다.
이 시기 활동했던 자유연애 옹호 단체로는 성학 연구 협회(Association d'Études sexologiques)와 과학적 기반 위에서의 성 개혁을 위한 세계 연맹(Ligue mondiale pour la Réforme sexuelle sur une base scientifique)이 있었다.

#### 소련
러시아의 10월 혁명 이후, 알렉산드라 콜론타이는 소련 행정부에서 가장 저명한 여성이 되었다. 콜론타이는 또한 자유연애의 옹호자였다. 그러나 클라라 체트킨은 레닌이 자유연애를 "완전히 비마르크스적이며, 게다가 반사회적"이라고 반대했다고 기록했다. 체트킨은 또한 레닌이 함부르크의 여성 성매매 종사자들을 "특별한 혁명적 전투 섹션"으로 조직하려는 계획을 "타락하고 퇴폐적"이라고 비난했다고 회고했다.
레닌과 대부분의 볼셰비키가 전통적인 혼인 생활을 했음에도 불구하고, 그들은 성관계가 국가의 관할 밖에 있다고 믿었다. 소련 정부는 동성애를 금지하고 여성이 이혼 허가를 받거나 독신으로 사는 것을 어렵게 만들었던 수세기 동안의 차르주의 개인 생활 규제를 폐지했다.(pp. 87–88) 그러나 1920년대 말까지 스탈린은 공산당을 장악하고 사회적으로 보수적인 정책을 시행하기 시작했다. 동성애는 정신 질환으로 분류되었고, 자유연애는 더욱 악마화되었다.(p. 161)

### 최근
1967년 사랑의 여름과 함께 비트 세대의 기이함이 전국적으로 인정받는 운동이 되었다. 발전하는 성혁명과 이 새로운 반문화 사회 반란에서 비트닉스의 영향에도 불구하고, 신좌파 운동이 1960년대 후반 동안 자유연애의 가장 두드러진 옹호자였다고 인정된다. 많은 반문화 젊은이들은 혼인이 전쟁을 지지하는 전통적인 자본주의 문화의 상징이라는 신좌파 주장에 동조했다. "전쟁이 아닌 사랑을"은 전쟁과 자본주의를 모두 비난하는 반문화 운동에서 인기 있는 슬로건이 되었다. 미국 전역에서 반전 운동이 고조되던 시기에 발생한 친사회주의적 1968년 5월 프랑스 시위의 이미지는 신좌파 운동의 사기를 크게 북돋는 원천이 되었다.
캐나다 법무부 장관이자 미래의 총리인 피에르 엘리엇 트뤼도가 1967년 12월 20일 "국가의 침실에 국가가 들어설 곳은 없다"고 선언한 것은 1967년 사랑의 여름 이후 캐나다에서 동성 파트너 간의 성행위를 비범죄화하는 그의 정부의 결정을 정당화하는 매우 공개적인 선언이었다.

## 같이 보기
- 아나키즘과 성 문제
- 사실혼
- 돈 후아니즘
- 플라워 파워
- 간음
- 자유연합론
- 물 한 잔 이론
- 친생자
- 러브인
- 전쟁이 아닌 사랑을
- 뉴 우먼
- 열린 혼인
- 폴리아모리
- 섹스 앳 던: 현대 성의 선사시대 기원
- 친섹스 운동
- 성규범
- 성적 대상화
- 성혁명
- 스와핑
- 무조건적인 사랑

## 더 읽어보기
- "The recurring movements of free love" by Saskia Poldervaart
- Victoria Woodhull, Free Lover: Sex, Marriage And Eugenics in the Early Speeches of Victoria Woodhull, Seattle: Inkling, 2005, ISBN 1-58742-050-3
- Stoehr, Taylor, ed. Free Love in America: A Documentary History, New York: AMS Press, 1977
- Sears, Hal, The Sex Radicals: Free Love in High Victorian America, Lawrence, KS: The Regents Press of Kansas, 1977
- Spurlock, John Free Love: Marriage and Middle Class Radicalism, 1825–1860, New York: New York University Press, 1987
- Joanne E. Passet, Sex Radicals and the Quest for Women's Equality, Champaign: University of Illinois Press, 2003, ISBN 0-252-02804-X
- Martin Blatt, Free Love and Anarchism: The Biography of Ezra Heywood, Urbana: University of Illinois Press, 1989
- "Emile Armand and la camaraderie amourouse. Revolutionary sexualism and the struggle against jealousy." by Francis Rousin
- Barbara Goldsmith, Other Powers: The Age of Suffrage, Spiritualism, and the Scandalous Victoria Woodhull, 1999, ISBN 0-06-095332-2
- Goldman, Emma, Marriage and Love, New York: Mother Earth Publishing Association, 1911
- Françoise Basch, Rebelles américaines au XIXe siècle : marriage, amour libre et politique, Paris : Méridiens Klincksieck, 1990
- Curt von Westernhagen, Wagner, Cambridge, 1978, ISBN 0-521-28254-3.